# Cotesia acronyctae
Cotesia acronyctae är en stekelart som först beskrevs av Riley 1871.  Cotesia acronyctae ingår i släktet Cotesia och familjen bracksteklar. Inga underarter finns listade i Catalogue of Life.